# Chilocorus stigma
Chilocorus stigma es una especie de escarabajo del género Chilocorus, de la familia Coccinellidae, orden Coleoptera. Fue descrita por el estadounidense Thomas Say en 1835.

## Descripción
Mide 3,75-5,0 mm de longitud.

## Distribución y hábitat
Se distribuye por América del Norte. Habita sobre la vegetación y árboles.